# Coelorinchus kermadecus
Coelorinchus kermadecus är en fiskart som beskrevs av Jordan och Gilbert, 1904. Coelorinchus kermadecus ingår i släktet Coelorinchus och familjen skolästfiskar. Inga underarter finns listade i Catalogue of Life.